# Zoila Stewart
Zoila Stewart, född 1 november 1968, är en friidrottare från Costa Rica. Hon deltog vid olympiska sommarspelen 1992.